# Pierre de Celle
Pierre de Celle, en llatí Petrus Cellensis, (c. 1115, Troyes - 20 de febrer de 1183, Chartres) fou un monjo, bisbe i teòleg benedictí francès.

## Biografia
Descendia de la noble família dels senyors d'Aulnoy-les-Minimes, prop de Provins, llunyanament emparentats amb la casa reial de França. Molt jove optà per ser monjo cluniacense a Saint-Martin-des-Champs (París). Allà conegué Joan de Salisbury, futur bisbe de Chartres; estudiaren junts a la muntanya de Santa Genoveva i foren amics de per vida, juntament amb Goswin d'Anchin, futur rival de Pere Abelard. Addicte a la reforma gregoriana, es feu monjo benedictí i al voltant del 1145 es convertí en abat del Monestir de Montier-La Celle, prop de Troyes; allà invità a passar algun temps alguns grans religiosos del seu temps, entre d'altres, Bernat de Claravall i Joan de Salisbury, sostenint a més una activa correspondència amb altres grans figures eclesiàstiques: Thomas Becket, l'arquebisbe d'Eskil de Lund, els papes Eugeni III i Alexandre III i el bisbe Henri de Beauvais. El 1162 fou nomenat abat de Saint-Remi a Reims, on el primer rei merovingi, Clodoveu I, fou batejat i ungit amb el llegendari oli de la santa ampolla. Dirigí aquest monestir durant dinou anys fins al 1181, any en què succeí Joan de Salisbury com a bisbe de Chartres. Ja patia de freqüents malalties: gota i càlculs renals, per la qual cosa no pogué ser inclòs en la nova promoció de cardenals ni pogué tampoc participar en el tercer concili de Letran. Tanmateix, assumí el seu nou càrrec amb energia i emmurallà Chartres, però morí d'una malaltia la nit del 19 al 20 de febrer de 1183. Fou enterrat a l'Abadia de Saint-Josaphat, al costat de Joan de Salisbury.

## Obres
Les seves obres literàries foren editades per Janvier i reimpreses a la Patrologia Latina de Migne. Es tracta de 177 epístoles, 95 sermons i alguns tractats, que són:
- Epistola ad Joannem Saresberiensem[4]
- De panibus[5]
- Mystica et moralis expositio Mosaici tabernaculi[6]
- De conscientia[7]
- Tractatus de disciplina claustrali[8]

El seu epistolari fou editat per separat amb una introducció.
L'Enciclopèdia Catòlica del 1913 estima que els seus sermons i tractats són «per extrem al·legòrics i una mica pomposos d'estil».